# نيران على إنجلترا
نيران على إنجلترا هي رواية مغامرات إنجليزية صدرت عام 1936 للكاتب إيه. إي. دابليو. مايسون. تدور الأحداث في أواخر القرن السادس عشر حول الرد الإنجليزي (لم تكن بريطانيا موجودة آنذاك) على تهديد الأسطول الإسباني في 1588، وتُعد الرواية إشارة مضمنة إلى الوضع الدولي الذي واجه بريطانيا في عام 1936، وهي نقطة أوضحها مايسون صراحةً في التمهيد للطبعة الأولى للرواية.